# Christa Wirthumer-Hoche
Christa Wirthumer-Hoche ist eine österreichische technische Chemikerin. Sie ist Leiterin des Bereichs Medizinmarktaufsicht an der österreichischen Agentur für Gesundheit und Ernährungssicherheit (AGES) und war von 2016 bis 2022 Vorsitzende des Verwaltungsrates der Europäischen Arzneimittelagentur (EMA).

## Leben und Wirken
Wirthumer-Hoche studierte von 1975 bis 1981 Biochemie an der Technischen Universität Wien und schloss das Studium mit einem Diplom in Chemie und Biochemie ab. Im Jahr 1983 folgte die Promotion an der TU Wien. Die Anfertigung der Dissertation erfolgte in Kooperation mit dem Institut für medizinische Physiologie.
1983 nahm sie ihre Tätigkeit auf am Institut Begutachtung & Analytik in der damaligen österreichischen Bundesanstalt für chemische und pharmazeutische Untersuchungen. Ab 1997 leitete sie im Gesundheitsministerium die Abteilung für pharmazeutische Angelegenheiten. Mit der Gründung der Agentur für Gesundheit und Ernährungssicherheit (AGES) im Jahr 2006 übernahm sie die Leitung des in der AGES angesiedelten Institutes Zulassung & Lifecycle Management. Seit Oktober 2013 ist die Leiterin der AGES-Medizinmarktaufsicht.
Sie ist Gastdozentin an mehreren Universitäten und Trägerin des Großen Ehrenzeichens für Verdienste um die Republik Österreich.
Seit 1994 ist oder war Wirthumer-Hoche in verschiedenen europäischen Ausschüssen und Arbeitsgruppen des Bereiches Arzneimittelzulassung tätig, wie etwa dem Ausschuss für Humanarzneimittel (CHMP), der Koordinationsgruppe zur gegenseitigen Anerkennung dezentraler Arzneimittelzulassungen (CMDh, ehemals MRFG) der Heads of Medicines Agencies, der CHMP/CVMP-Arbeitsgruppe Qualität (QWP), der ASMF-Arbeitsgruppe und anderen. Im Dezember 1999 wurde sie von der Europäischen Kommission zur Koordinatorin für die Implementierung des Common Technical Document (CTD) in Europa ernannt. Wirthumer-Hoche ist ferner Co-Vorsitzende des im Januar 2015 gegründeten EU Network Training Centre.
Im März 2015 wählte der Verwaltungsrat der Europäischen Arzneimittelagentur (EMA) Wirthumer-Hoche zur stellvertretenden Vorsitzenden, im März 2016 zur Vorsitzenden. Nach der Wiederwahl 2019 trat sie ihre zweite Amtszeit an, die bis März 2022 währte.